# Миезис, Нормундс
Нормунд Миезис (латыш. Normunds Miezis, 11 мая 1971, Олайне) — латвийский шахматист, гроссмейстер (1997). 
Миезис — двукратный чемпион Латвии (1991, 2006). Одиннадцать раз представлял команду Латвии на шахматных олимпиадах (1998, 2000, 2002, 2004, 2006, 2008, 2010, 2012, 2014, 2022 и 2024), в том числе три раза играл на первой доске (2000, 2008, 2010), и четыре раза участвовал в командных чемпионатах Европы (1997, 1999, 2001 и 2011).
Участник многих международных турниров, в том числе: Стокгольм, Кубок Рилтона (2006) — 1—3-е место; Каунас (2009) — 2—3-е места.

## Изменения рейтинга
| Графики недоступны из-за технических проблем. См. информацию на Фабрикаторе и на mediawiki.org. |